# Gruppa A 1940
L'edizione 1940 della Gruppa A fu la 6ª del massimo campionato sovietico di calcio e fu vinto dalla Dinamo Mosca, giunta al suo terzo titolo.
Capocannoniere del torneo furono Sergej Solov'ëv (Dinamo Mosca) e Grigorij Fedotov (CDKA Mosca), con 21 reti.

## Formula
Fu confermata la formula della precedente stagione: i club partecipanti rimasero 14, con le retrocesse  Elektrosila e Dinamo Odessa che furono sostituite dalle neopromosse Kryl'ja Sovetov Mosca e Lokomotiv Tbilisi.
Le squadre si incontrarono tra di loro in gare di andata e ritorno, per un totale di 26 giornate, anche se la Lokomotiv Tbilisi si ritirò dopo 20 giornate; il sistema prevedeva l'attribuzione di due punti per la vittoria, uno per il pareggio e zero per la sconfitta.
Erano previste due retrocessioni in seconda divisione al termine della stagione.

## Squadre partecipanti
| Squadra               | Repubblica    | Città       | Stagione precedente                      |
| --------------------- | ------------- | ----------- | ---------------------------------------- |
| CDKA Mosca            | RSFS Russa    | Mosca       | 3° in Gruppa A                           |
| Dinamo Kiev           | RSS Ucraina   | Kiev        | 8° in Gruppa A                           |
| Dinamo Leningrado     | RSFS Russa    | Leningrado  | 10° in Gruppa A                          |
| Dinamo Mosca          | RSFS Russa    | Mosca       | 7° in Gruppa A                           |
| Dinamo Tbilisi        | RSS Georgiana | Tbilisi     | 2° in Gruppa A                           |
| Kryl'ja Sovetov Mosca | RSFS Russa    | Mosca       | 1° in Gruppa B, promosso                 |
| Lokomotiv Mosca       | RSFS Russa    | Mosca       | 5° in Gruppa A                           |
| Lokomotiv Tbilisi     | RSS Georgiana | Tbilisi     | 2° in Gruppa B, promosso                 |
| Metallurg Mosca       | RSFS Russa    | Mosca       | 6° in Gruppa A                           |
| Spartak Mosca         | RSFS Russa    | Mosca       | Campione sovietico                       |
| Stachanovec Stalino   | RSS Ucraina   | Stalino     | 12° in Gruppa A                          |
| Torpedo Mosca         | RSFS Russa    | Mosca       | 9° in Gruppa A                           |
| Traktor Stalingrado   | RSFS Russa    | Stalingrado | 4° in Gruppa A                           |
| Zenit Leningrado      | RSFS Russa    | Leningrado  | 11° in Gruppa A come Stalinec Leningrado |

## Classifica finale
|                             | Pos. | Squadra               | Pt | G  | V  | N | P  | GF | GS | DR  |
| --------------------------- | ---- | --------------------- | -- | -- | -- | - | -- | -- | -- | --- |
| Unione Sovietica (bandiera) | 1.   | Dinamo Mosca          | 36 | 24 | 16 | 4 | 4  | 74 | 30 | +44 |
|                             | 2.   | Dinamo Tbilisi        | 34 | 24 | 15 | 4 | 5  | 56 | 30 | +26 |
|                             | 3.   | Spartak Mosca         | 31 | 24 | 13 | 5 | 6  | 54 | 35 | +21 |
|                             | 4.   | CDKA Mosca            | 29 | 24 | 10 | 9 | 5  | 46 | 35 | +11 |
|                             | 5.   | Dinamo Leningrado     | 27 | 24 | 11 | 5 | 8  | 47 | 44 | +3  |
|                             | 6.   | Lokomotiv Mosca       | 25 | 24 | 10 | 5 | 9  | 36 | 52 | -16 |
|                             | 7.   | Traktor Stalingrado   | 23 | 24 | 8  | 7 | 9  | 38 | 37 | +1  |
|                             | 8.   | Dinamo Kiev           | 21 | 24 | 6  | 9 | 9  | 32 | 49 | -17 |
|                             | 9.   | Kryl'ja Sovetov Mosca | 19 | 24 | 6  | 7 | 11 | 26 | 34 | -8  |
|                             | 10.  | Zenit Leningrado      | 19 | 24 | 6  | 6 | 12 | 37 | 42 | -5  |
|                             | 11.  | Torpedo Mosca         | 18 | 24 | 6  | 6 | 12 | 36 | 50 | -14 |
|                             | 12.  | Stachanovec Stalino   | 16 | 24 | 6  | 4 | 14 | 32 | 43 | -9  |
|                             | 13.  | Metallurg Mosca       | 15 | 24 | 5  | 5 | 14 | 37 | 70 | -33 |
|                             | 14.  | Lokomotiv Tbilisi     | 10 | 20 | 2  | 4 | 14 | 20 | 47 | -27 |

### Verdetti
- Dinamo Mosca Campione dell'Unione Sovietica 1940.
- Metallurg Mosca e Lokomotiv Tbilisi retrocessi in Seconda divisione

## Risultati
Nella tabella non sono compresi i risultati della Lokomotiv Tbilisi.
|                       | DiM | DiT | SpM | CDKA | DiL | LoM | TrS | DiK | KSM | ZeL | ToM | StS | MeM |
| Dinamo Mosca          |     | 2:0 | 2:2 | 2:1  | 3:0 | 6:1 | 3:2 | 8:5 | 2:0 | +:- | 4:0 | 1:2 | 2:3 |
| Dinamo Tbilisi        | 1:0 |     | 1:2 | 2:0  | 5:0 | 2:2 | 2:2 | 6:1 | 1:0 | 4:2 | 1:2 | 2:1 | 6:2 |
| Spartak Mosca         | 1:5 | 1:2 |     | 1:3  | 3:1 | 2:0 | 1:2 | 5:1 | 0:0 | 2:0 | 2:1 | 2:1 | 7:1 |
| CDKA Mosca            | 2:4 | 3:3 | 0:5 |      | 5:0 | 0:0 | 2:0 | 1:1 | 2:0 | 3:1 | 1:1 | 3:1 | 3:1 |
| Dinamo Leningrado     | 3:1 | 1:1 | 2:0 | 0:0  |     | 6:1 | 1:3 | 1:1 | 2:2 | 2:1 | 3:4 | 3:0 | 3:1 |
| Lokomotiv Mosca       | 0:5 | 1:0 | 1:1 | 2:2  | 1:4 |     | 3:1 | 2:1 | 2:0 | 1:6 | 3:1 | 2:2 | 1:0 |
| Traktor Stalingrado   | 0:0 | 2:1 | 1:1 | 1:1  | 2:3 | 4:2 |     | 0:2 | 1:2 | 2:0 | 1:1 | 4:2 | 0:0 |
| Dinamo Kiev           | 0:7 | 0:3 | 2:2 | 4:1  | 2:1 | 1:3 | 2:3 |     | 0:0 | 4:1 | 1:0 | 1:1 | 0:0 |
| Kryl'ja Sovetov Mosca | 1:1 | 0:1 | 0:2 | 2:4  | 1:2 | 0:1 | 1:0 | 0:0 |     | 1:1 | 2:0 | 3:0 | 5:0 |
| Zenit Leningrado      | 0:1 | 3:4 | 3:4 | 2:2  | 2:1 | 0:1 | 1:1 | 0:0 | 5:2 |     | 2:1 | 2:2 | 1:1 |
| Torpedo Mosca         | 2:2 | 2:3 | 1:3 | 1:1  | 3:4 | 4:3 | 2:1 | 2:0 | 1:1 | 1:2 |     | 0:3 | 3:1 |
| Stachanovec Stalino   | 2:5 | 0:2 | 0:2 | 0:1  | 1:1 | 1:2 | 3:0 | 1:2 | 1:2 | 1:0 | 3:0 |     | 4:2 |
| Metallurg Mosca       | 2:8 | 1:3 | 5:3 | 1:5  | 1:3 | 3:1 | 1:5 | 1:1 | 5:1 | 1:2 | 3:3 | 1:0 |     |